# ジョイ・ギルフォード
ジョイ・ギルフォード（Joy Paul Guilford、1897年 - 1987年）は、アメリカ合衆国の心理学者。
ネブラスカ大学で学んだ後、コーネル大学でエドワード・ティチェナーの下で学ぶ。ネブラスカ大学や南カリフォルニア大学で働いた後、Santa Ana Army Air Baseで心理学研究所のディレクターとなる。
因子分析法を用いて知能の研究を行う。人間の知能は内容4種類、操作5種類、所産6種類の計120種類からなるという説を唱えた。